# Leah O’Brien-Amico
Leah O’Brien-Amico (ur. 9 września 1974 w Garden Grove) – amerykańska softballistka, trzykrotna złota medalistka zawodów kobiecych na letnich igrzyskach olimpijskich – w 1996 w Atlancie, w 2000 w Sydney i w 2004 w Atenach. Dwukrotna mistrzyni świata i mistrzyni igrzysk panamerykańskich. Była zawodniczką klubu Arizona Wildcats, zdobyła z nim trzykrotnie mistrzostwo NCAA.